# Durnbach War Cemetery

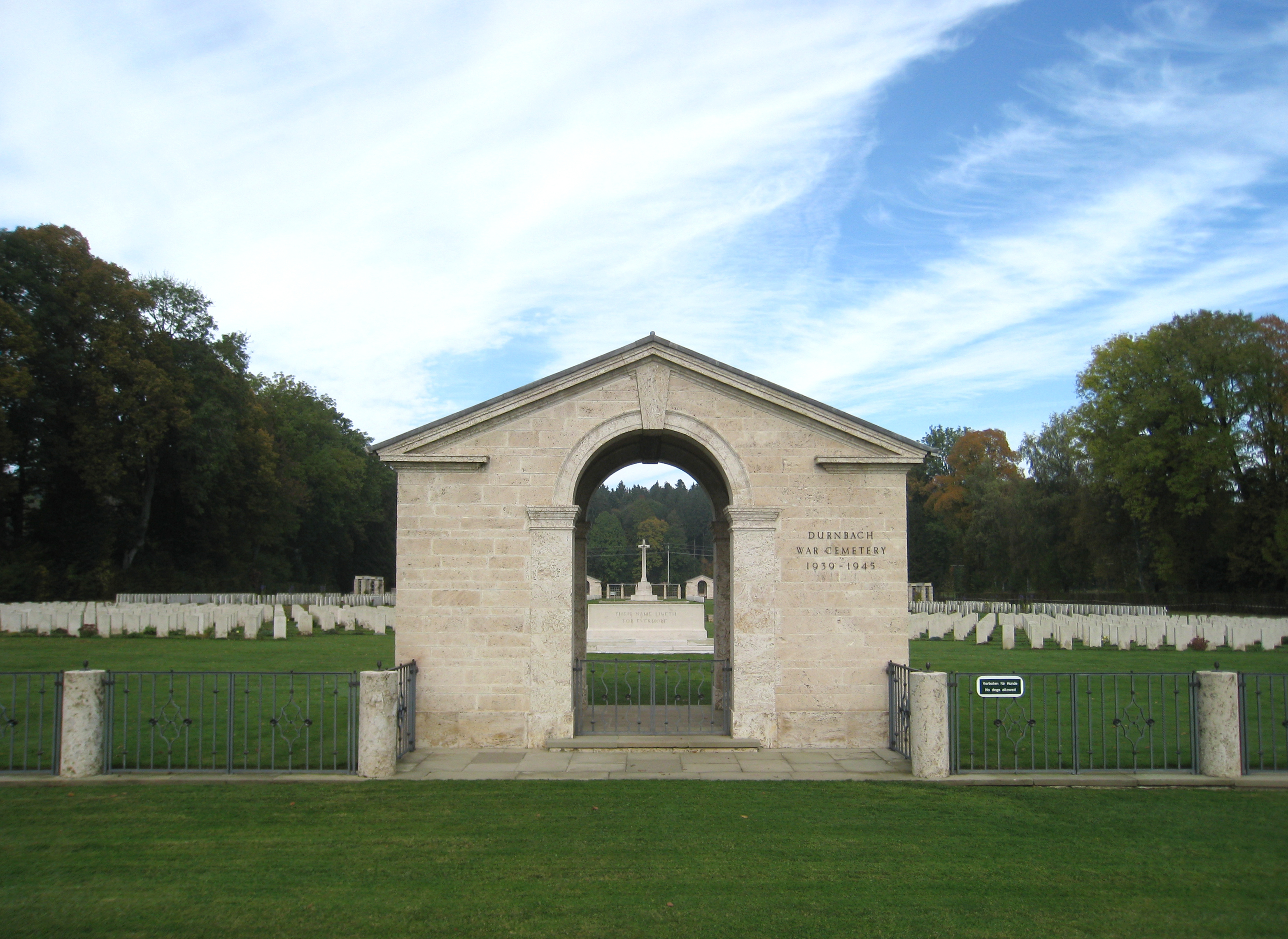
Eingang zum Soldatenfriedhof

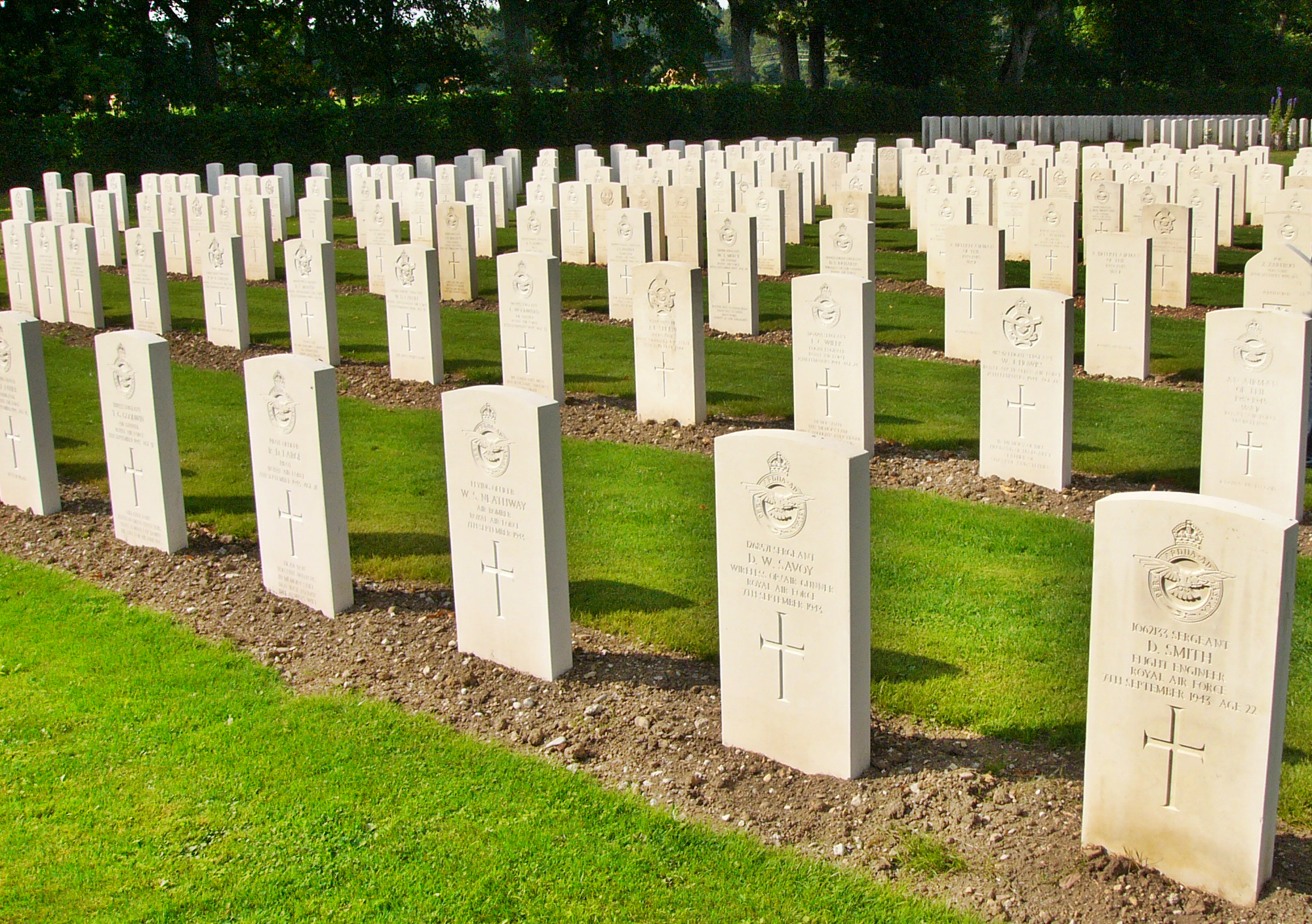
Gräber auf dem Soldatenfriedhof

Der Durnbach War Cemetery und das Durnbach Cremation Memorial ist eine Kriegsgräberstätte der Commonwealth War Graves Commission (CWGC) an der Bundesstraße 472 im Ortsteil Dürnbach der Gemeinde Gmund am Tegernsee in Oberbayern.

## Geschichte
Kurz nach dem Zweiten Weltkrieg hatte sich die CWGC entschlossen, in Dürnbach eine zentrale Kriegsgräberstätte zu errichten. Die meisten der dort Bestatteten gehörten der Royal Air Force an und wurden aus Bayern, Württemberg, Österreich, Hessen und Thüringen, von bestehenden Einzel- oder Gruppengräbern, nach Dürnbach umgebettet. Einige der Toten sind Angehörige der Truppen des Britischen Empire, die bei Fluchtversuchen aus deutschen Kriegsgefangenenlagern getötet wurden.

## Belegung
Auf dem Soldatenfriedhof fanden schließlich 2960 Soldaten des Commonwealth ihre letzte Ruhestätte, wobei 93 Personen nicht identifiziert werden konnten. Es wurden auch für weitere 30 Gefallene anderer Nationen, mehrheitlich Polen, Grabstätten errichtet.
Auf einer Tafel im Eingangsportal des Soldatenfriedhofes steht (auf Englisch und Deutsch):

„Auf dieser Kriegsgräberstätte sind 2.960 Gefallene des Zweiten Weltkrieges, vor allem Luftwaffenangehörige, bestattet worden. Nach Nationalitäten aufgegliedert handelt es sich um 2.020 Briten, 484 Kanadier, 281 Australier, 70 Neuseeländer, 30 Südafrikaner, 41 Inder, 3 Ostafrikaner, 1 Franzose, 1 Norweger, 20 Polen, 1 Russe, 4 Amerikaner und 4 mit unbekannter Nationalität.
Hinzu kommen Denkmale für 5 britische und 1 südafrikanischen Militärangehörige, die andernorts begraben wurden, deren Gräber aber verloren gegangen sind sowie ein Denkmal für 23 indische Soldaten deren Leichen verbrannt wurden.“

## Durnbach Cremation Memorial
In dem Bereich, in dem überwiegend aus Indien stammende Kriegsopfer beigesetzt worden sind, wurde ein Gedenkstein (Durnbach Cremation Memorial) errichtet, der an diese, ihrer religiösen Traditionen folgend, eingeäscherten Leichen erinnert.

## Gestaltung

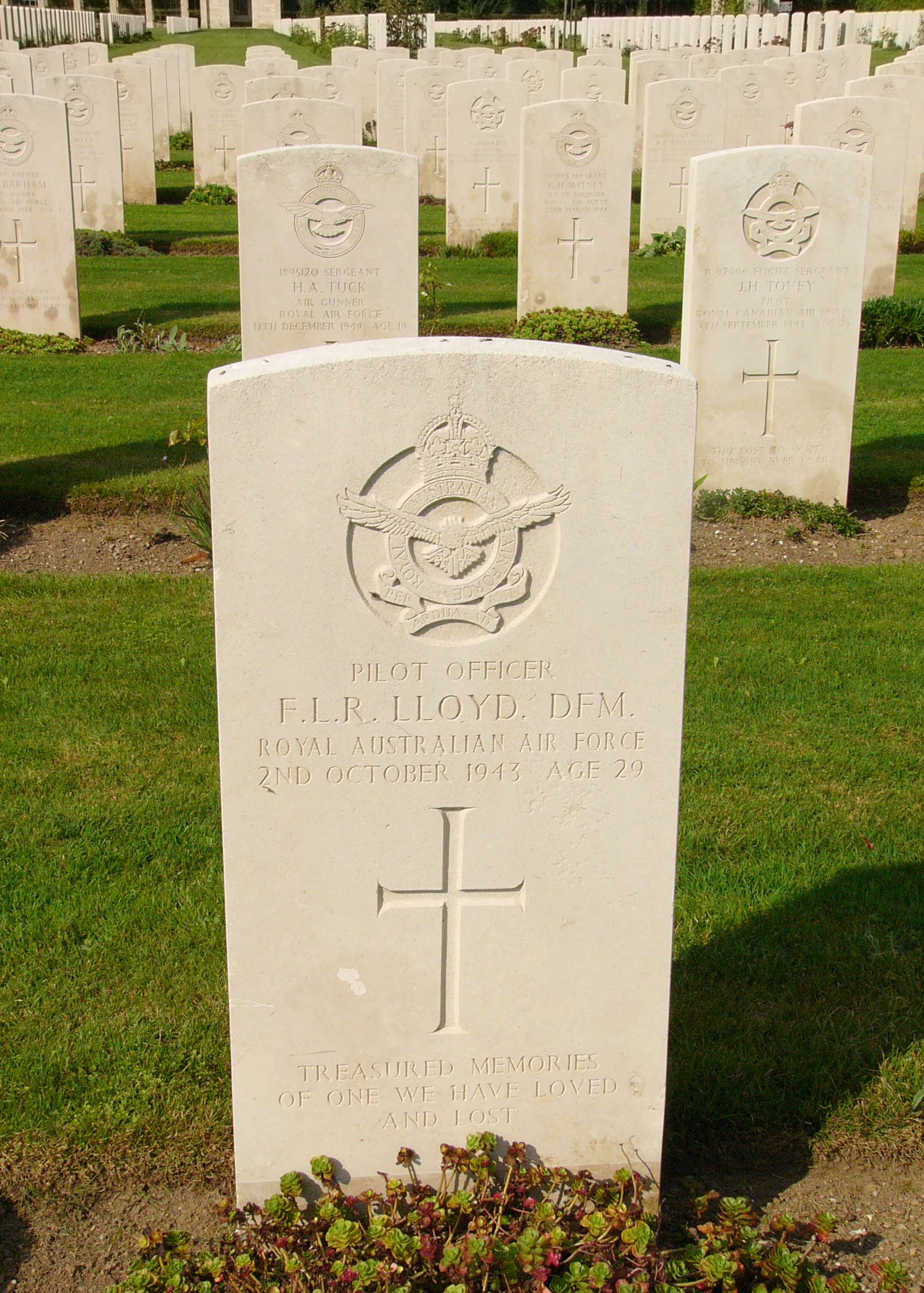
Soldatenfriedhof bei Dürnbach

Unaufdringlich wurde dieser Soldatenfriedhof vom Architekten Philip Hepworth in die Landschaft eingefügt. Wie alle Friedhöfe der CWGC, die immer nach einem gleichen Schema errichtet werden, fällt auch dieser durch die symmetrische und exakte Anordnung auf.
Die Sichtachse wird durch das Cross of Sacrifice (Opferkreuz mit aufgelegtem Langschwert) und dem Stone of Remembrance (Altarstein) gebildet und im Hintergrund durch zwei kleine Türme im maurischen Stil abgeschlossen. Auf dem Altarstein steht „Their name liveth for evermore“.
Die Einfriedung ist niedrig gehalten und bietet somit einen weiten Rundblick über das Friedhofsgelände. Beidseits des Eingangstores sind ebenfalls zwei Türme im maurischen Stil errichtet.
Die Grabsteine sind parallel zueinander ausgerichtet und mit dem Truppenwappen, dem Namen und Dienstgrad, dem Todestag, der Religionszugehörigkeit und einem Sinnspruch (falls von den Angehörigen erwünscht und vorgeschlagen) versehen. Es gibt keine Gruppierungen nach Herkunft und Dienstgraden um somit die „Gleichheit im Tod“ zu symbolisieren. Die meisten Steine kommen aus Großbritannien und wurden in Frankreich beschriftet. Einige der Steine kamen aus Italien. Viele Grabsteine wurden bereits renoviert oder durch neue ersetzt. Im Eingangsportal gibt es eine Liste mit den Namen der Verstorbenen und der Grabnummer. Die Gräberreihen sind nummeriert.
Als Bepflanzung wählte man eine durchgehende ebenerdige Rasenfläche ohne trennende Wege mit niedrigen Buschanordnungen. Die Grabsteine sind mit kleinen Beeten umrandet, auf denen Bodendecker angepflanzt wurden.